# Kabinet-Pisas III
Het kabinet-Pisas III is het huidige Curaçaos kabinet en het elfde kabinet sinds de ontmanteling van de Nederlandse Antillen op 10 oktober 2010. Het kabinet bestaat uit één partij, Movementu Futuro Kòrsou (MFK), onder leiding van minister-president Gilmar Pisas. Bij de Statenverkiezingen van maart 2025 behaalde MFK een absolute meerderheid met 13 van de 21 zetels. Op 9 juni 2025 werd het kabinet beëdigd door gouverneur Lucille George-Wout, als opvolger van het kabinet-Pisas II.
De formatie werd geleid door advocaat Chester Peterson, die op 10 april 2025 werd benoemd tot formateur. Peterson had eerder al ervaring opgedaan als formateur in 2021, eveneens namens MFK. Op 2 juni, na afronding van de screening van de kandidaat-ministers, diende hij zijn eindrapport in bij de gouverneur, samen met de hoofdlijnen van het regeringsprogramma 2025–2029, getiteld Rumbo pa 2030. Un kompromiso nobo ku pais Kòrsou (“Op weg naar 2030. Een nieuwe afspraak met het land Curaçao”). Het programma richt zich op het bevorderen van een gediversifieerde en duurzame economie voor Curaçao, onder meer door naast toerisme twee à drie extra economische pijlers te ontwikkelen.

## Ambtsbekleders
Het kabinet-Pisas III is van start gegaan met acht ministers. Vijf van hen waren ook minister in het vorige kabinet en behouden hun respectieve portefeuilles. Daarnaast treden drie nieuwe ministers aan. Javier Silvania bekleedt, net als in het vorige kabinet, twee ministersposten.
| Ministers / Ministerie                                  | Ambtsbekleders                      | Termijn             | Partij | Opmerkingen |
| ------------------------------------------------------- | ----------------------------------- | ------------------- | ------ | ----------- |
| Minister-President, tevens minister van Algemene Zaken  | Gilmar Pisas                        | 9 juni 2025 - heden | MFK    |             |
| Minister van Financiën                                  | Javier Silvania                     | 9 juni 2025 - heden | MFK    |             |
| Minister van Gezondheid, Milieu en Natuur               | Javier Silvania                     | 9 juni 2025 - heden | MFK    |             |
| Minister van Sociale Ontwikkeling, Arbeid en Welzijn    | Charetti America-Francisca          | 9 juni 2025 - heden | MFK    |             |
| Minister van Verkeer, Transport en Ruimtelijke Planning | Charles Cooper                      | 9 juni 2025 - heden | MFK    |             |
| Minister van Justitie                                   | Shalten Hato                        | 9 juni 2025 - heden | MFK    |             |
| Minister van Onderwijs, Wetenschap, Cultuur en Sport    | Sithree Adalbert 'Cey' van Heydoorn | 9 juni 2025 - heden | MFK    |             |
| Minister van Bestuur, Planning en Dienstverlening       | Kimberly Lew-Jen-Tai                | 9 juni 2025 - heden | MFK    |             |
| Minister van Economische Ontwikkeling                   | Roderick Middelhof                  | 9 juni 2025 - heden | MFK    |             |
| Gevolmachtigd minister                                  | Ambtsbekleders                      | Termijn             | Partij | Opmerkingen |
| Gevolmachtigd minister in Den Haag                      | Carlson Manuel                      | 9 juni 2025 - heden | MFK    |             |
| Plv. gevolmachtigd minister in Den Haag                 |                                     |                     | MFK    |             |

Schotte ·
Betrian ·
Hodge ·
Asjes ·
Whiteman I ·
Whiteman II ·
Koeiman ·
Pisas I ·
Rhuggenaath ·
Pisas II ·
Pisas III